# Anomalocalyx
- Commons
- Wikispecies

Anomalocalyx Ducke  é um género botânico pertencente à família Euphorbiaceae.

## Espécies
Apresenta uma única espécie:
- Anomalocalyx uleanus (Pax & K.Hoffm.) Ducke